# Stenabohöjden
Der Stenabohöjden ist ein 327,672 m hoher Berg im Südschwedischen Hochland. Er gehört zur Gemeinde Ydre in der schwedischen Provinz Östergötlands län und gilt als der vierthöchste Berg des Südschwedischen Hochlandes sowie als höchster Berg der historischen Provinz Östergötland.